# Dietrich Brömse (1602–1644)
Dietrich Brömse (* 1602; † 30. Mai 1644 in Lübeck) war Ratsherr der Hansestadt Lübeck.

## Leben
Dietrich Brömse war Sohn des Lübecker Ratsherrn Heinrich Brömse (Politiker, 1569) und Margareta v. Höveln. 1625 wurde er Mitglied der patrizischen Zirkelgesellschaft in Lübeck. Im Februar 1644 wurde er wenige Monate vor seinem frühen Tod in Lübeck zum Ratsherrn erwählt.
Er war verheiratet mit Margarete, einer Tochter des Lübecker Ratsherrn Johann Lüneburg. Er war Erbherr von Gut Stockelsdorf und erhielt nach seinem Schwiegervater die Lübschen Güter Groß Steinrade und Roggenhorst hinzu. Sein Sohn und Erbe Heinrich starb 1679 ohne Abkömmlinge, so dass die Witwe die Güter verkaufte.